# Vigneux-sur-Seine
Vigneux-sur-Seine là một xã ở tỉnh Essonne thuộc vùng Île-de-France miền bắc nước Pháp.
Theo điều tra dân số năm 1999, dân số xã này là 25.652 người. Ước tính dân số năm 2005 là 26.800.
Danh xưng cư dân địa phương Vigneux-sur-Seine trong tiếng Pháp là Vigneusiens.

## Transport
Vigneux-sur-Seine is served by Vigneux-sur-Seine station on Paris RER line D.